# Дос-Палос (Каліфорнія)
Дос-Палос (англ. Dos Palos) — місто (англ. city) в США, в окрузі Мерсед штату Каліфорнія. Населення — 5798 осіб (2020).

## Географія
Дос-Палос розташований за координатами 36°59′8″ пн. ш. 120°38′2″ зх. д. / 36.98556° пн. ш. 120.63389° зх. д. (36.985428, -120.633843).  За даними Бюро перепису населення США в 2010 році місто мало площу 3,50 км², уся площа — суходіл.

## Демографія
Згідно з переписом 2010 року, у місті мешкало 4950 осіб у 1501 домогосподарстві у складі 1178 родин. Густота населення становила 1416 осіб/км².  Було 1700 помешкань (486/км²).
Расовий склад населення:
| - 68,2 % — білих - 3,4 % — чорних або афроамериканців - 1,3 % — корінних американців - 0,7 % — азіатів - 0,1 % — вихідців з тихоокеанських островів - 21,7 % — осіб інших рас |

До двох чи більше рас належало 4,6 %. Частка іспаномовних становила 62,1 % від усіх жителів.
За віковим діапазоном населення розподілялося таким чином: 31,7 % — особи молодші 18 років, 57,5 % — особи у віці 18—64 років, 10,8 % — особи у віці 65 років та старші. Медіана віку мешканця становила 31,3 року. На 100 осіб жіночої статі у місті припадало 96,1 чоловіків;  на 100 жінок у віці від 18 років та старших — 96,1 чоловіків також старших 18 років.
Середній дохід на одне домашнє господарство  становив 41 820 доларів США (медіана — 33 608), а середній дохід на одну сім'ю — 41 416 доларів (медіана — 34 334). Медіана доходів становила 35 618 доларів для чоловіків та 24 764 долари для жінок. За межею бідності перебувало 37,4 % осіб, у тому числі 51,7 % дітей у віці до 18 років та 15,2 % осіб у віці 65 років та старших.
Цивільне працевлаштоване населення становило 1364 особи. Основні галузі зайнятості: сільське господарство, лісництво, риболовля — 20,5 %, освіта, охорона здоров'я та соціальна допомога — 17,9 %, будівництво — 16,6 %.